# Sempad
Sempad, ook wel Smpad, Sambat of Smbat (Armeens: Սմբատ) (1277 – ca. 1310) was koning van het Armeens Cilicië, vanaf 1296 tot 1298. Hij was een zoon van Leo III van Armenië en Kyranna (Keran) de Lampron en maakte deel uit van de Hethumiden-dynastie.
Sempad greep de troon in 1296 met ondersteuning van zijn broer Constantijn, terwijl hun oudere broers Hethum II en Thoros op concilie waren in Constantinopel. Het jaar erop (1297) bezocht Sempad het hof van Ghazan, de Mongoolse kan van Perzië, hij zocht daar steun en erkenning voor zijn koningschap. De kan erkende hem als vazal en schonk hem daarbij een bruid (mogelijk een van zijn eigen dochters) om zo een alliantie te beklinken.
Als Hethum II terugkeert uit Constantinopel, laat Sempad hem blind maken waarna hij zijn twee oudste broers laat opsluiten in Partzerpert. In 1298 laat Sempad zijn broer Thoros vermoorden in de gevangenis. Maar opeens keert Constantijn tegen zijn broer Sempad, en helpt Hethum om Sempad omver te werpen. Constantijn regeert vervolgens een periode totdat Hethum van zijn blindheid genezen is. Sempad en Constantijn verzoenen zich, en zwoeren opnieuw samen om Hethum omver te werpen. Echter is Hethum hen voor en sluit ze beiden levenslang op.